# Colegiul Național „Gheorghe Lazăr” din Sibiu

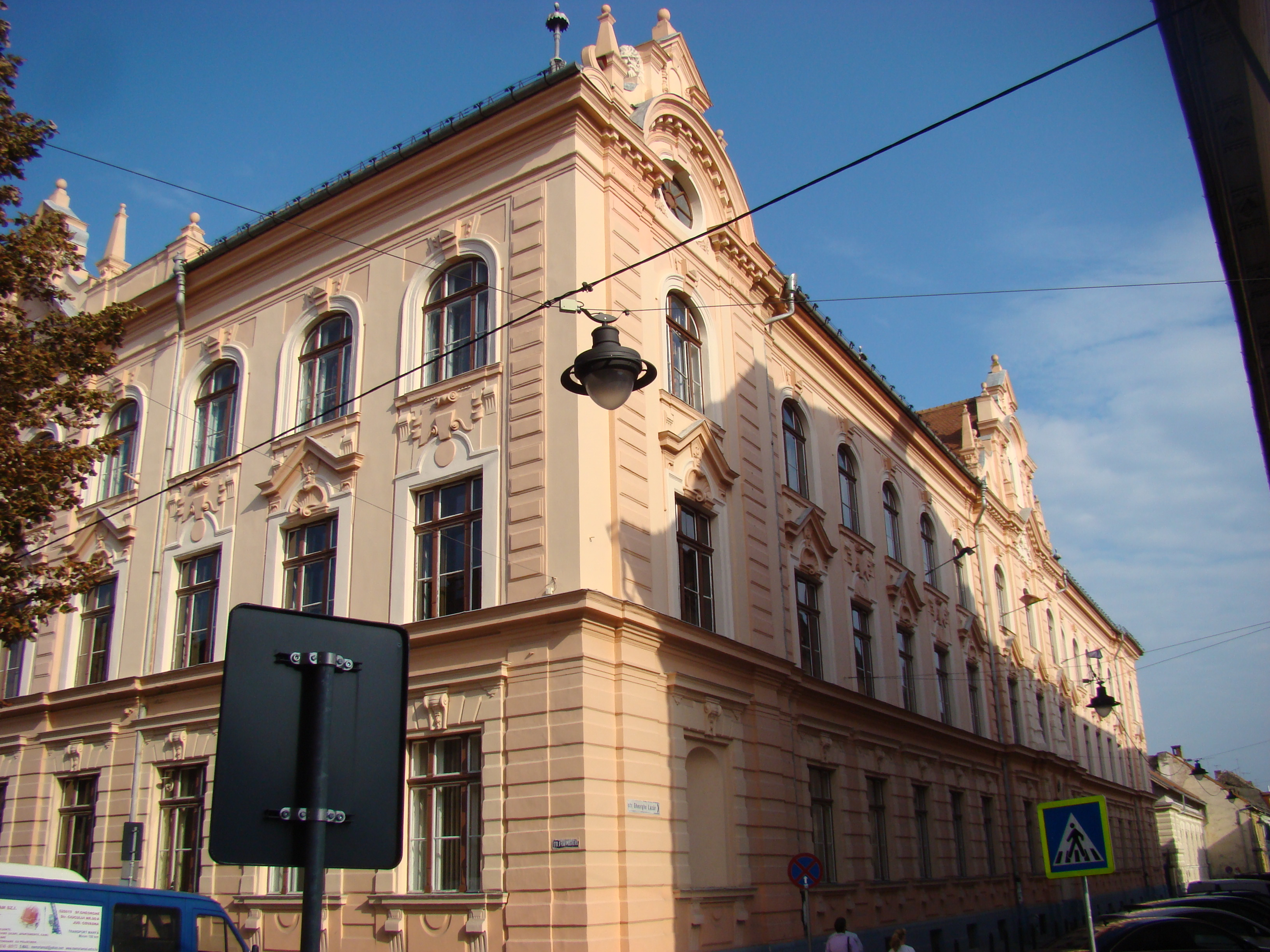
Colegiul Național „Gheorghe Lazăr” din Sibiu

Colegiul Național „Gheorghe Lazăr” din Sibiu (în trecut Staatsobergymnasium, respectiv Állami Főgymnázium), inițial colegiu iezuit înființat în 1692, este ca vechime a doua instituție de învățământ din Sibiu, unul din principalele licee din oraș.

## Periodizare

### Gimnaziul latin
Între anii 1692-1849 predarea s-a desfășurat în limba latină.

### Gimnaziul german
După înfrângerea revoluției de la 1848-1849 din Transilvania autoritățile imperiale austriece au instaurat regimul neoabsolutist, însoțit de o politică de germanizare. În acest context limba de predare latină a fost înlocuită cu germana.

### Gimnaziul maghiar
În anul 1868 Ministerul Învățământului Public de la Budapesta a emis ordinul nr. 16514/1868, prin care a dispus înlocuirea limbii germane de predare cu limba maghiară. 
„Avându-se în vedere că la sfârșitul anului școlar anterior [1867], din cei 461 de elevi ai școlii, 251 au fost români, 66 maghiari, 10 slovaci și numai 134 germani, nu se mai resimte trebuința menținerii pe mai departe a limbii germane de predare, întrucât ea nefiind limbă maternă pentru marea majoritate a elevilor, însușirea ei de către aceștia constituie o greutate mare pentru toți.”—Munteanu, Monografia, pag. 32.
Pe lângă limba maghiară s-a admis ca în școală să fie folosite, ca limbi ajutătoare, româna și germana.
Numele liceului a fost în perioada 1870-1918 Gimnaziul Superior de Stat din Sibiu (în germană Hermannstädter Staatsobergymnasium, în maghiară Nagyszebeni Állami Főgymnázium).
În perioada 1897-1898 au fost construite actualele clădiri ale liceului, după planurile arhitectului Ignác Alpár. După demolarea celor patru case existente pe locul de azi liceului, în iunie 1897 a fost pusă piatra fundamentală. Complexul de clădiri a fost dat în folosință în anul școlar 1898-1899. Pe lângă corpul principal funcționa o capelă catolică (pe latura de pe strada Gheorghe Lazăr), în care se află în prezent sala de sport a liceului.

### Liceul românesc
Consiliul Dirigent l-a numit în anul 1919 pe Alexandru Pop, profesorul de limba română al gimnaziului, în funcția de director. Denumirea de "gimnaziu" a fost înlocuită cu cea de "liceu", iar limba de predare maghiară înlocuită cu româna. În anul școlar 1951-1952 a fost adăugată o linie de predare în limba germană.

## Foști elevi și absolvenți
- Gheorghe Lazăr
- Miron Cristea
- Zaharia Boiu
- Valeriu Braniște
- Ilie Măcelariu
- Ștefan Octavian Iosif
- Octavian Smigelschi, absolvent în 1884
- Axente Sever
- August Treboniu Laurian
- Octavian Goga
- Aurel Vlaicu
- Onisifor Ghibu, primele clase gimnaziale, până în 1902
- Hermann Oberth
- Viorel Tilea
- Toma Dordea
- Aurel Bărglăzan, absolvent în 1923
- Emil Cioran, absolvent în 1928
- Paul Goma
- Virgil Vătășianu
- Nicolae Manolescu